# Kill Henry Kissinger !
Kill Henry Kissinger ! est un roman d'espionnage de la série SAS, portant le no 34 de la série, écrit par Gérard de Villiers, publié en 1974 chez Plon / Presses de la Cité. Comme tous les SAS parus au cours des années 1970, le roman a été édité lors de sa publication en France à 100 000 exemplaires.
L'action se déroule au Koweït, en janvier 1973 ou janvier 1974.

## Personnages principaux
- Malko Linge
- Eleonor Ricord
- Abu Sharjah, chefs des services secrets koweïtiens
- Marietta Ferguson
- Abdul Zaki
- Winnie Zaki
- Amina
- Dinah, interprète en langue des signes
- Chino-Bu
- Jambo

## Résumé
Saïd Hadj Al Fujailah est assassiné à coups de poignards par trois tueurs dans un souk de Koweit City. Correspondant de la CIA, il devait informer l'agence américaine des préparatifs d’un attentat à l'encontre d’Henry Kissinger, en visite dans la région trois semaines plus tard. Malko Linge est envoyé le 31 décembre à Koweit City pour empêcher cet attentat. Dès son arrivée, il rencontre Eleonor Ricord, agent spécial de la CIA dans le petit émirat. Il est présenté de manière abrupte à Abu Sharjah, chefs des services secrets koweïtiens. Le défunt, Saïd Hadj Al Fujailah, venait de passer la nuit avec une prostituée anglaise, Marietta Ferguson. Or celle-ci a subi une violente attaque : elle n'est pas morte, mais est totalement défigurée. Malko commence son enquête et rencontre Abdul Zaki, qui paraît être un extrémiste arabe pro-palestinien, et son épouse, la danoise Winnie. Un tueur se rend à l'hôpital pour tuer Marietta. Malko le suit secrètement jusqu'à une boîte de nuit, Le Phoenicia, où il le voit discuter avec une jolie femme. Malko apprend que cette femme est danseuse du ventre (chapitres 1 à 5).
Malko apprend que cette danseuse s'appelle Amina et qu'elle est sourde et muette. Il fait appel à une interprète en langue des signes, Dinah. Malko est attaqué à son hôtel et manque de mourir ; il est sauvé de justesse. Dinah est retrouvée assassinée, et Amina est enlevée. Le lendemain, Malko voit un chemisier en dentelle noire qu'il avait offert à Amina pour la remercier de son aide sur le corps d'une servante de Winnie Zaki. Malko la soupçonne avec son mari d'être en liens étroits avec les terroristes qui veulent tuer Kissinger. Plus tard, Amina est retrouvée prisonnière dans une cachette ; ses bourreaux avaient rempli son vagin de sel, pour la punir de sa « collaboration » avec les « sionistes » (on rappelle qu'Amina ne pouvait pas appeler à l'aide, étant sourde et muette). Malko suit Abdul Zaki, qui se dirige vers le désert, en direction de la zone neutre, près du village de Wafra. Abdul Zaki est en contact avec un groupe qui s'entraîne au maniement des armes dans le désert. Malko, Eleonor et deux autres Américains attaquent le groupe, mais ils sont victimes d'un traquenard et ne s'en sortent que par miracle. L'échec est complet (chapitres 6 à 12).
Malko menace alors Winnie : si elle ne l'aide pas à empêcher l'attentat, son mari sera exécuté par les services secrets de l'émir. Winnie indique à Malko qu'une chinoise, Chino-Bu, a caché les armes à Goa, en Inde, et qu'elle doit ramener ces armes au Koweït le jour même de l'arrivée de Kissinger dans le pays. Les armes sont dans le village de Calangute, dans une communauté de hippies. Chino-Bu avait volé ces armes à Francfort quelque temps auparavant. Malko et Eleonor Ricord décident alors d'enquêter à Goa (chapitre 13).
Malko et Eleonor arrivent à Goa et enquêtent. Ils parviennent à retrouver Chino-Bu, qui est en couple avec un homme, Jambo. Celui-ci comprend que Malko enquête sur lui, et Eleonor couche avec Jambo. Malko réagit en droguant Jambo avec une puissante dose de LSD. Chino-Bu n'ayant pas la force physique de récupérer les armes enfouies dans une cachette dans l'océan, elle demande à Malko de récupérer le gros et lourd sac les contenant. Malko, jouant le naïf, accepte. Il en profite pour rendre les armes inutilisables. On apprend peu après que Jambo est mort. Malko et Eleonor souhaitent retourner au Koweït avant Chino-Bu (chapitres 14 à 17).
Après avoir affronté une grève des transports aériens inattendue, Malko et Eleonor arrivent à Koweït City. Trois actions terroristes doivent avoir lieu en même temps. Dans un premier temps, Malko parvient à neutraliser Abdul Zaki, qui avait l'intention de projeter un missile Sam 7-Strella sur l'avion de Kissinger avant même son atterrissage sur la piste. Zaki ne parvient pas à détruire l'avion. Dans le même temps, un groupe terroriste (« groupe Jérusalem ») attaque violemment la tour de contrôle de l'aéroport et s'en rend maître. Des otages sont tués. Le but était que l'avion de Kissinger ne se pose pas à la porte de débarquement initialement prévue. Dans un troisième temps, dans l'aéroport, Chino-Bu, ayant débarqué quelques heures plus tôt, remet des armes (neutralisées par Malko) à un autre groupe terroriste, dont les membres échouent dans leur attaque. Kissinger peut débarquer sain et sauf au Koweït (chapitres 18 à 20).

## Autour du roman
- Si l’on en croit le chapitre I, « la consommation des boissons alcoolisées ayant été interdite trois ans plus tôt », ce qui situerait l'action en 1967-1968. Or à l’époque Henry Kissinger n’avait aucune responsabilité gouvernementale. Il s’agit d’une erreur de datation de l'auteur.
- Dans le chapitre II, il est fait allusion à la chanson Killing Me Softly with His Song qui date de 1972. Comme la scène se déroule un 31 décembre, on peut dater le début de l'action soit au 31 décembre 1972 soit au 31 décembre 1973, le livre étant sorti en 1974.
- Dans le roman, plusieurs princes koweïtiens sont affublés du nom de différents émirats des Trucial States (Fujairah, Sharjah, etc).